# Reattore Veloce Integrato

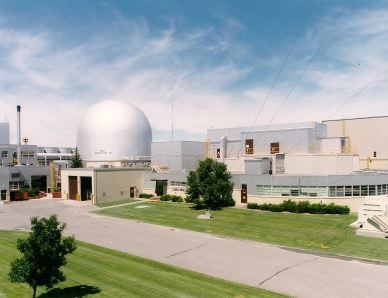
Experimental Breeder Reactor II, which served as the prototype for the Integral Fast Reactor

L'Integral fast reactor è un tipo di reattore veloce che evita, rispetto agli altri reattori autofertilizzanti, la necessità di un riprocessamento del combustibile.
Nel 1984 il dipartimento dell'energia statunitense ne costruì un prototipo, l'Experimental Breeder Reactor II. Il 3 aprile 1986 due prove dimostrarono la sicurezza intrinseca della struttura IFR. Queste prove simularono diversi guasti con perdita di liquido di raffreddamento. Anche con i sistemi di arresto disabilitati, il reattore si spense senza surriscaldarsi in alcun punto. Il progetto IFR è stato cancellato nel 1994 dal congresso, tre anni prima della sua fine programmata.
La proposta IV Generazione di reattori veloci raffreddati a sodio è la tecnologia più simile ancora di interesse. Anche altre nazioni hanno progettato e sfruttato reattori veloci. La GE, ha sviluppato un reattore nucleare basato su questo tipo di progetto, noto come PRISM (Power Reactor Innovative Small Module).

## Tecnica
L'IFR è raffreddato con metallo liquido e sfrutta come combustibile una lega di uranio e plutonio. Il combustibile è contenuto all'interno di pellet di acciaio nei quali è immerso in sodio fuso, lasciando uno spazio polmone sopra al carburante, questo spazio consente l'accumulo di elio e xenon senza rischiare di superare la pressione massima del guscio metallico. Un altro utile aspetto dello spazio disponibile è di poter sfruttare un combustibile metallico anziché un ossido: non sono infatti presenti problemi di dilatazione differenziale tra il rivestimento ed il carburante vero e proprio.
Il vantaggio dell'utilizzo di sodio fuso, rispetto al piombo liquido, è legato alla densità e viscosità del mezzo, riducendone i consumi di pompaggio. Inoltre il sodio fuso non è corrosivo, per dissoluzione, verso l'acciaio e non causa la generazione di prodotti radioattivi. Lo svantaggio del sodio come fluido di raffreddamento è legato alla reattività chimica verso l'aria e l'acqua.

### Carburante metallico
La fabbricazione di un carburante metallico è più semplice ed economica di un carburante ceramico come l'ossido d'uranio. Inoltre un carburante metallico presenta un migliore conducibilità termica ed una minore capacità termica dell'equivalente ceramico, risultando in un vantaggio anche in termini di sicurezza.

### Raffreddamento a sodio
L'uso di un metallo liquido per il raffreddamento rimuove la necessità di un recipiente in pressione attorno al reattore. Il sodio ha ottime caratteristiche nucleari, un migliore capacità termica ed un'alta capacità termica, bassa densità, bassa viscosità e ragionevolmente basso punto di fusione, nonché un alto punto di ebollizione. Inoltre presenta una buona compatibilità con altri materiali inclusi i materiali di costruzione del reattore ed il carburante stesso.
L'alta capacità termica del fluido di raffreddamento e l'eliminazione dell'acqua dal nocciolo del reattore aumenta la sicurezza intrinseca dell'impianto.

### Riprocessamento in sito tramite processo piroprocessamento
Il riprocessamento del carburante è essenziale per massimizzare i vantaggi di un reattore veloce, migliorando l'utilizzo del carburante e riducendo gli scarti radioattivi.
Il riprocessamento in sito del carburante è quello che rende il reattore integrale. Questo è l'uso di un piroprocessamento consentono di ridurre il rischio di proliferazione di questo reattore.
L'uso di un piroprocessamento rende un carburante metallico il combustibile di scelta.